# أنظمة الطائرة

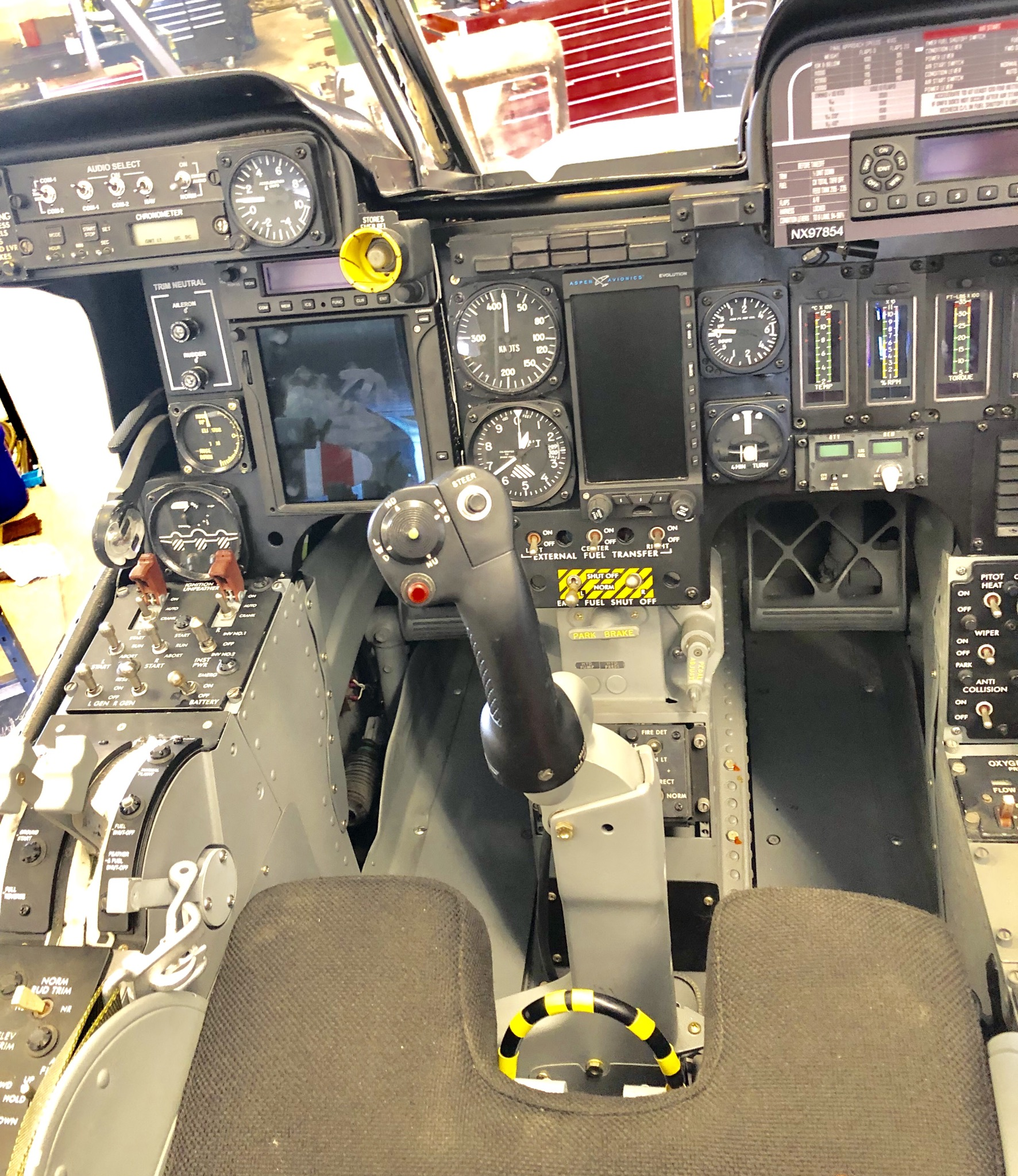

نظم الطائرات هي مجموعة نظم في الطائرة وهذه النظم مختلفة في مراحل التصميم وعمليات التشغيل ولها عدة وظائف تتركز كلها في استمرار صلاحية الطائرة في الطيران.
- نظام التحكم بالطيران
- معدات الهبوط
- النظام الكهربائي في الطائرة
- نظام الهواء الدافع
- الأنظمة الهيدروليكية
- النظام الإلكتروني
- الأوكسيجين
- نظام الوقود في الطائرة
- مولدات الطاقة الكهربائية في الطائرة
- نظام الملاحة الجوية
- نظام الاتصالات
- نظام الحماية من الجليد
- نظام التبريد
- أجهزة القياس والتسجيل
- الحماية من الحرائق
- نظام الأمان